# Александріна Чернова
Александріна Чернова (рум. Alexandrina Cernov, 24 листопада 1943 — 5 червня 2024) — українська та румунська вчена, історик літератури та філолог. Почесний член Румунської академії, викладала в Чернівецькому університеті. Чернова була актуальною фігурою румунської меншини в Україні та захисником її прав. Вона відзначила значний внесок у румунське культурне життя в Україні та опублікувала дослідження про румунів в Україні, а також посібники для використання в їхніх школах.

## Біографія
Александріна Чернова народилася 24 листопада 1943 року в Хотині, Румунське королівство (нині — Україна). Навчалася у середній школі № 32 (рум. Liceul Teoretic „Jean Monnet” din București) у Бухаресті в Румунії, а пізніше закінчила Бухарестський університет у 1961 році. З 1962 по 1966 рр. навчалася на філологічному факультеті Чернівецького університету, з 1971 по 2002 рр. викладала кафедру румунської та класичної філології університету. У 1989 році вона захистила свою кандидатську дисертацію Lingvostilistica comparată (româno-rusă) a limbajului poetic («Порівняльна (румунсько-російська) лінгвостилістика поетичної мови») у Кишиневі, Молдавська РСР Радянського Союзу (нині Молдова).
Чернова була членом-засновником Товариства румунської культури Міхая Емінеску в Чернівцях (Cernăuți),, яке було першим румунським культурним товариством, якому дозволено існувати в Радянському Союзі. Вона була віце-президентом організації в 1989 році та її президентом з 1990 по 1994 рік. У 1992 році вона стала почесним членом Румунської академії. З 1994 року була головним редактором щоквартального журналу з історії та культури «Glasul Bucovinei» («Голос Буковини»). З 1995 року була одним із засновників і керівником видавництва Editura Alexandru cel Bun у Чернівцях. У 1998 році вона входила до складу Румунського культурного фонду.
Чернова працювала у редакції румунськомовних передач для телевізійних передач у Чернівцях та на Міжнародному Радіо Україна. Вона була актуальною фігурою румунської меншини в Україні та захисницею її прав. Вона розкритикувала закон України «Про захист функціонування української мови як державної» від 2019 року щодо масштабів використання української мови в країні, заявивши, що це «дуже серйозно» вплине на румунів в Україні. Станом на 2022 рік Чернова проживала у Чернівцях.
Чернова померла 5 червня 2024 року в монастирі Путна в Путна, Румунія. Її похорон відбувся 7 червня в монастирі, а поховали її на його кладовищі. На похороні були присутні різні відповідні румунські академічні, дипломатичні та церковні діячі.

## Робота
Чернова публікувала статті та дослідження в галузі порівняльної поетики, лінгвостилістики та теорії перекладу. Вона також була автором кількох посібників з румунської мови та літератури для шкіл румунської меншини в Україні. Сфера її наукових інтересів включала історію та культуру регіону Буковини, становище румунів у Північній Буковині, статус та стилістику румунської мови, історію румунської літератури, соціологію та порівняльну поезію.
Чернова видала такі книги:
- Gramatica comparativă româno-rusă. Фонетика та лексикологія. Чернівецький національний університет імені Юрія Федьковича. 1975 рік.
- Чернеуці, 1408 – 2008 рік. Румунський культурний інститут. 2008 рік.
- Драма românilor din regiunea Cernăuți: masacre, deportări, foamete în 1940—1941, 1944—1947. Editura Nicodim Caligraful. 2019 рік.
- Destinul bisericii românești din nordul Bucovinei în perioada sovietică: credință, limbă, identitate. Editura Nicodim Caligraful. 2020 рік.

Вона також видала такі шкільні посібники:
- Pagini alese din literatura română și universală. Чернівці: Editura Alexandru cel Bun. 2008 рік.
- Literatura română și universală, manual pentru clasa a VIII-a. Львів: Всеукраїнське спеціалізоване видавництво «Світ». 2008 рік.
- Literatura română și universală, manual pentru clasa a IX-a. Львів: Всеукраїнське спеціалізоване видавництво «Світ». 2009 рік.

## Відзнаки та нагороди
Чернова отримала нагороду Фонду культури Румунії (1994), пам'ятну медаль «150 років від дня народження Міхая Емінеску» (2000, вручена Міністерством культури Румунії) і національний орден Вірної служби в званнях «Офіцер» (2004) і «Командор».